# Sailor Moon

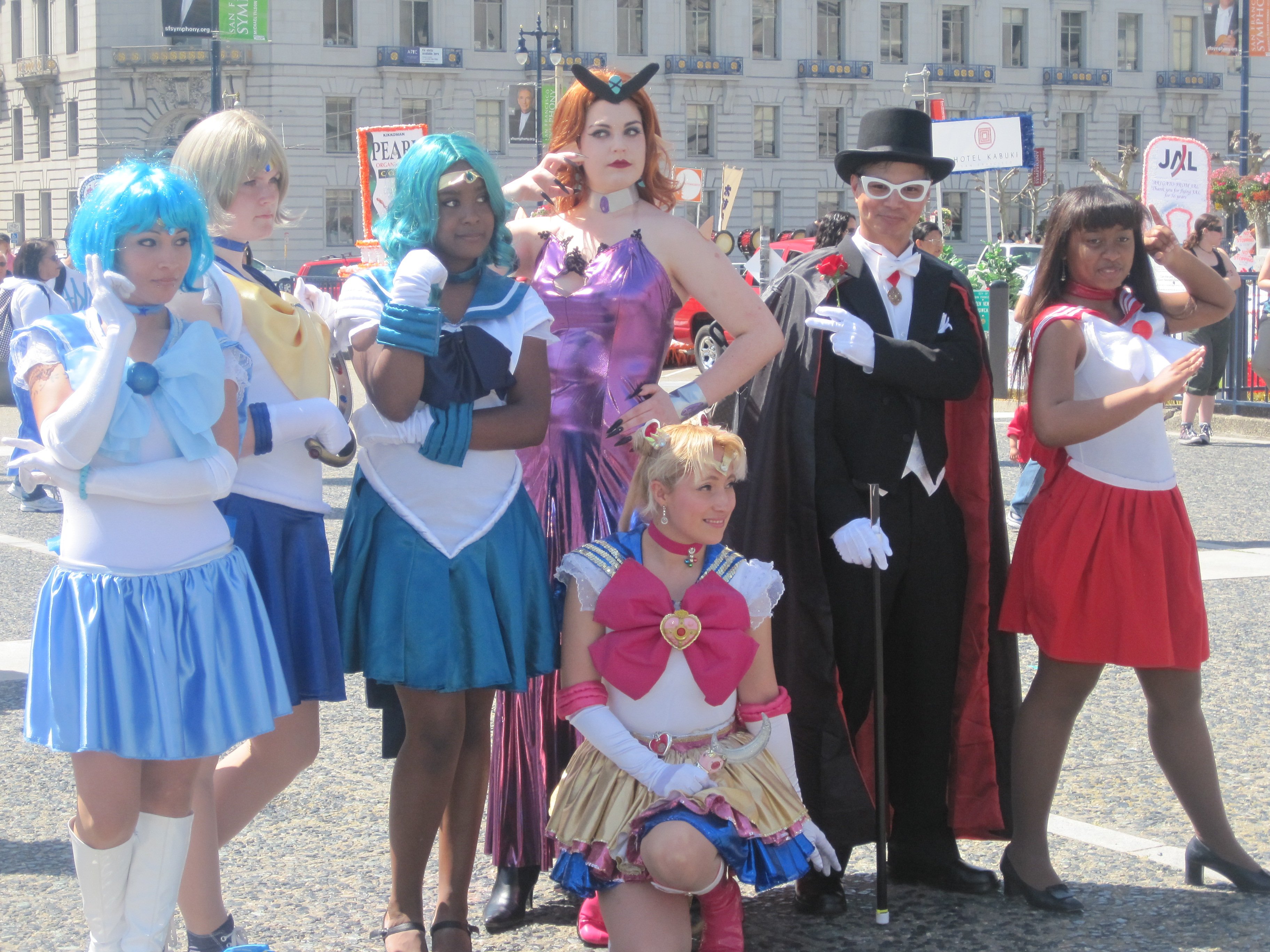
Personer utklädda till figurer i Sailor Moon

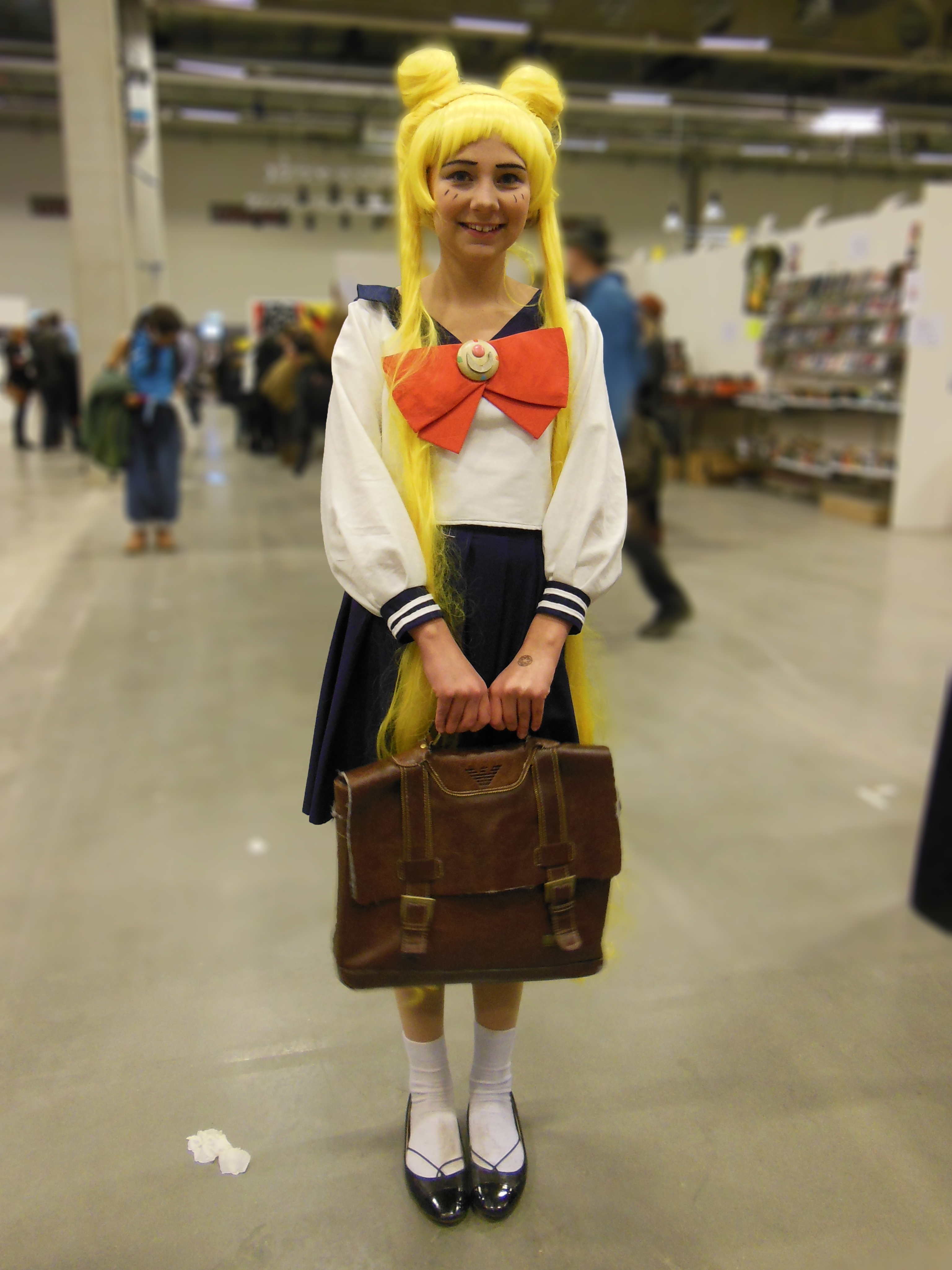
Person utklädd till Annie Tsukino under en sci-fi-mässa i Malmö 2014.

Sailor Moon (japanska: 美少女戦士セーラームーン?, bishōjo senshi sērā mūn) är en manga och anime om 14-åriga Annie Tsukino (Usagi Tsukino i original), som en dag får förmågan att förvandlas till den vackra hjältinnan Sailor Moon, och ärver ödet att rädda världen från ondskan. 

## Handling
Världen hotas av ondskans makter och demoner, och den enda som kan stoppa dem är Sailor Moon och hennes vänner. Animen är baserad på en manga skriven av Naoko Takeuchi, Bishoujo Senshi Sailor Moon.
Det börjar med att Annie räddar den talande katten Luna från några små pojkar, varefter Luna får bo hos Annie. Luna märker snabbt att Annie är en av de utvalda månhjältinnorna. Först fattar Annie inget, men efter ett tag förstår hon att hon är Sailor Moon som kämpar för rättvisa och kärleken. Annie är en tjej som gråter för varenda sak och regelmässigt kommer för sent till skolan, och hon har svårt att vänja sig vid de strider mot demoner hon måste utkämpa som Sailor Moon. Det förekommer en återkommande replik som Sailor Moon använder: "Jag ska straffa dig, i Månens namn".
Tillsammans med Luna ska hon hitta de fyra andra månhjältinnorna Sailor Mercury, Sailor Mars, Sailor Jupiter och Sailor Venus, samt en mystisk prinsessa, som sedan visar sig vara hon själv, genom att hon är en reinkarnation av denna.
Annie blir jämt retad av en ung man vid namn Mamoru som hon hela tiden stöter på, men samtidigt är hon jättekär i Den Maskerade Rosen. Efter ett tag märker hon att Den Maskerade Rosen som har hjälpt henne i en massa strider och den retsamma Mamoru är samma person, och de blir förälskade.

## Rollfigurer
| Svenskt namn  | Namn          | Sailor-namn                                        | Första säsong       | Japansk röst      | Svensk röst                                                      |
| Annie Tsukino | Tsukino Usagi | Sailor Moon, Princess Serenity, Neo-Queen Serenity | Sailor Moon         | Kotono Mitsuishi  | Annelie Berg                                                     |
| Ami Muzino    | Mizuno Ami    | Sailor Mercury                                     | Sailor Moon         | Aya Hisakawa      | Annica Smedius                                                   |
| Rei Hino      | Hino Rei      | Sailor Mars                                        | Sailor Moon         | Michie Tomizawa   | Maria Weisby (Avs. 1-57) / EwaMaria Björkström-Roos (Avs. 58-88) |
| Mako Kino     | Kino Makoto   | Sailor Jupiter                                     | Sailor Moon         | Emi Shinohara     | Irene Lindh                                                      |
| Arianne Aino  | Aino Minako   | Sailor Venus, Sailor V                             | Sailor Moon         | Rica Fukami       | Charlotte Ardai Jennefors                                        |
| Chibusa       | Chibi-Usa     | Sailor Chibi-Moon, Small Lady                      | Sailor Moon R       | Kae Araki         | EwaMaria Björkström-Roos                                         |
|               | Meiou Setsuna | Sailor Pluto                                       | Sailor Moon R       | Chiyoko Kawashima | Louise Raeder                                                    |
|               | Tenoh Haruka  | Sailor Uranus                                      | Sailor Moon S       | Megumi Ogata      |                                                                  |
|               | Kaiou Michiru | Sailor Neptune                                     | Sailor Moon S       | Masako Katsuki    |                                                                  |
|               | Tomoe Hotaru  | Sailor Saturn                                      | Sailor Moon S       | Yuko Minaguchi    |                                                                  |
|               | PallaPalla    | Sailor Pallas*                                     | Sailor Moon Super S | Machiko Toyoshima |                                                                  |
|               | VesVes        | Sailor Vesta*                                      | Sailor Moon Super S | Junko Hagimori    |                                                                  |
|               | JunJun        | Sailor Juno*                                       | Sailor Moon Super S | Kumiko Watanabe   |                                                                  |
|               | CereCere      | Sailor Ceres*                                      | Sailor Moon Super S | Yuri Amano        |                                                                  |
|               | Kou Seiya     | Sailor Starfighter                                 | Sailor Moon Stars   | Shiho Niiyama     |                                                                  |
|               | Kou Taiki     | Sailor Starmaker                                   | Sailor Moon Stars   | Narumi Tsunoda    |                                                                  |
|               | Kou Yaten     | Sailor Starhealer                                  | Sailor Moon Stars   | Chika Sakamoto    |                                                                  |
|               | Chibi-Chibi   | Sailor Chibi-Chibi, Sailor Cosmos*                 | Sailor Moon Stars   | Kotono Mitsuishi  |                                                                  |

* bara i mangan
| Namn                   | Övriga namn                                           | Första säsong       | Seiyuu (röst)    | Svensk röst        |
| Chiba Mamoru           | Tuxedo Kamen/Den Maskerade Rosen, Prins/Kung Endymion | Sailor Moon         | Tohru Furuya     | Fredrik Dolk       |
| Chiba Mamoru (Som ung) |                                                       | Sailor Moon         | Megumi Ogata     | Staffan Hallerstam |
| Luna                   |                                                       | Sailor Moon         | Keiko Han        | Louise Raeder      |
| Artemis                |                                                       | Sailor Moon         | Yasuhiro Takato  | Staffan Hallerstam |
| Diana                  |                                                       | Sailor Moon Super S | Kumiko Nishihara |                    |

| Namn            | Första säsong | Svensk röst        |
| Drottning Morga | Sailor Moon   | Irene Lindh        |
| Lord Kunta      | Sailor Moon   | Olav F. Andersen   |
| Neflite         | Sailor Moon   | Staffan Hallerstam |
| Zoisite         | Sailor Moon   | Sanna Ekman        |
| Jedyte          | Sailor Moon   | Olav F. Andersen   |

## Produktion
Mycket av Naoko Takeuchis inspiration för namn och karaktärer kommer från konst och mytologi. Hon är också mycket modeintresserad. En av Princess Serenitys klänningar är inspirerad av Jugend-konstnären Alphons Mucha. Namnet på Prins Endymion kommer från Grekisk mytologi, därmångudinnan Selene blir kär i en man vid namn Endymion. Katten Artemis delar namn  med jaktgudinnan Artemis, och kattungen i serien är döptefter Diana, den romerska motsvarigheten till Artemis. 
Animeserien från 90-talet är uppdelad i fem säsonger: Sailor Moon, Sailor Moon R, Sailor Moon S, Sailor Moon Super S och Sailor Stars. De är alla löst baserade på mangan. I varje säsong möter Sailor Moon och hennes vänner en ny fiende som av olika anledningar vill ta över jorden, månen och ibland hela universum. Allt eftersom fienderna de möter blir starkare får också hjältinnorna uppgraderingar, i form av nya förvandlingar och starkare attacker. 
Totalt omfattar 90-talsanimen 200 avsnitt, tre filmer och en del specialavsnitt såsom Chibi Usa no bouken (Chibi Usas äventyr) och Ami-chan no hatsukoi (Ami-chans första kärlek). Filmerna utspelar sig efter R, S och SuperS-säsongerna.
6 juli 2012 meddelade Kōdansha och idolgruppen Momoiro Clover Z att en ny animeserie var under produktion för att fira Sailor Moons 20-årsjubileum. Serien planerades ha premiär sommaren 2013. Momoiro Clover Z sjunger signaturmelodin., men produktion blev försenad och fick premiär 5 juli 2014.
Den nya animeserien, som går under namnet Sailor Moon Crystal, fick tre säsonger och motsvarar mangans tre första story arcs. Serien följdes av fyra animerade långfilmer: Sailor Moon Eternal - Part 1 & 2, som omfattar mangans fjärde arc, och Sailor Moon Cosmos - Part 1 & 2, som består av mangans avslutande arc. De fyra långfilmerna har släppts på Netflix, och därmed gjorts officiellt tillgängliga för en svensk publik. (Dock ej dubbade till svenska)    

## Utländsk distribution

### Sverige
Sailor Moon sändes på svensk tv för första gången i februari 1996, på TV4. Den huvudsakliga motivationen bakom att serien plockades upp var att inköpare Ingrid Arai på TV4 tyckte att det rådde brist på bra barnprogram riktade till tjejer och det uppskattades att serien handlade om kvinnliga superhjältar. TV4 valde emellertid att bara sända de två första säsongerna, Sailor Moon och Sailor Moon R. Ingrid Arai har nekat att serien skulle ha ställts in efter den första säsongen på grund av upprörda föräldrar, utan problem med rättigheterna.
En del ändringar vid översättningen som utgick från en engelsk översättning. Till exempel blev en av Drottning Morgas manliga generaler, Zoisite, en kvinna i dubbningen, orsaken kan ha varit att Zoisite hade ett homosexuellt förhållande med en av de andra generalerna, lord Kunta. Översättarna har dock påstått att de inte visste att Zoisite var en man utan tyckte att karaktärens japanska röst lät feminin (karaktärsdesignen är mycket androgyn) och inte hade någon information om något annat. De ändrade även Usagis namn till Annie, Minakos namn till Arianne, Beryl till Morga, Nephrite till Neflite, Jedite till Jedyte och Kunzite till Lord Kunta. Det bör tilläggas att till skillnad från den amerikanska dubbningen ligger det svenska manuset väldigt nära originaltexten. Den svenska dubben censurerade inte heller de våldsamma inslagen i serien, så som två av generalernas dödsfall och de som sker i näst sista avsnittet på första säsongen; Sailor Moon och Döden.

### Svensk serietidning
Sailor Moon har i Sverige utkommit som serietidning vid två separata tillfällen. Den första tidningen utkom från juli 1996 fram till sommaren 1997 på Semic Press förlag, då företaget blev uppköpt av Egmont. Egmont fortsatte att ge ut tidningen till och med december 1997. De båda förlagen gav tillsammans ut 12 tidningar. Den andra serietidningen började ges ut 1999, också av Egmont. Denna gång gav de sammanlagt ut 20 tidningar fram till och med mitten av 2001. I båda tidningar bygger innehållet på stillbilder från animen.

## I andra medier

### Spelfilm
Det finns också en filmatiserad tv-serieversion: Sailor Moon Live Action eller PGSM - Pretty Guardian Sailor Moon. Den sändes i Japan mellan den 4 oktober 2003 och 25 september 2004. Hela serien bestod av 49 avsnitt (eller "acts"), plus 2 extra avsnitt som fanns att köpa på DVD.

### Musikaler
Sera Myu är förkortningen av namnet på de Sailor Moon-musikaler som framförts sedan 1993 i Japan. Musikalerna utspelar sig delvis kring de redan skrivna historierna om Sailor Moon men det finns även originalmanus (skrivna med nya och gamla karaktärer). Hittills har mer än 40 officiella musikaler baserade på Sailor Moon framförts på scen.  
Spel
Det har gjorts ett flertal spel till PC och olika tv-spelskonsoler genom åren. Ett av de mest kända internationellt är Sailor Moon: Another Story, som släpptes till SNES.  

## Seriens popularitet
En stor anledning till den enorma popularitet som Sailor Moon har uppnått (inte minst bland flickor i åldern 7-14 år), är sannolikt den starka betoning serien lägger på vänskapens kraft, framförallt mellan flickor.  
Huvudpersonen är också skapad för att vara lätt att sympatisera med. Hon är trots sitt alter ego som kärlekens och rättvisans förkämpe en ganska vanlig människa. Hon är klumpig, har lätt för att börja gråta och kämpar ständigt med sina låga betyg i skolan. Samtidigt är hon godhjärtad, lyckas bli vän med de flesta hon möter, och ger aldrig upp oavsett hur svåra situationer hon utsätts för.  
Att serien utspelar sig i Japan och innehåller stora inslag av japansk kultur spelar troligen också in i seriens popularitet. 